# La millor oferta
La millor oferta és una pel·lícula italiana dirigida per Giuseppe Tornatore i estrenada l'any 2013. Té música de Ennio Morricone, i els principals actors són Geoffrey Rush, Jim Sturgess, Sylvia Hoeks i Donald Sutherland. S'ha doblat al català central, i també al valencià per a À Punt.

## Argument

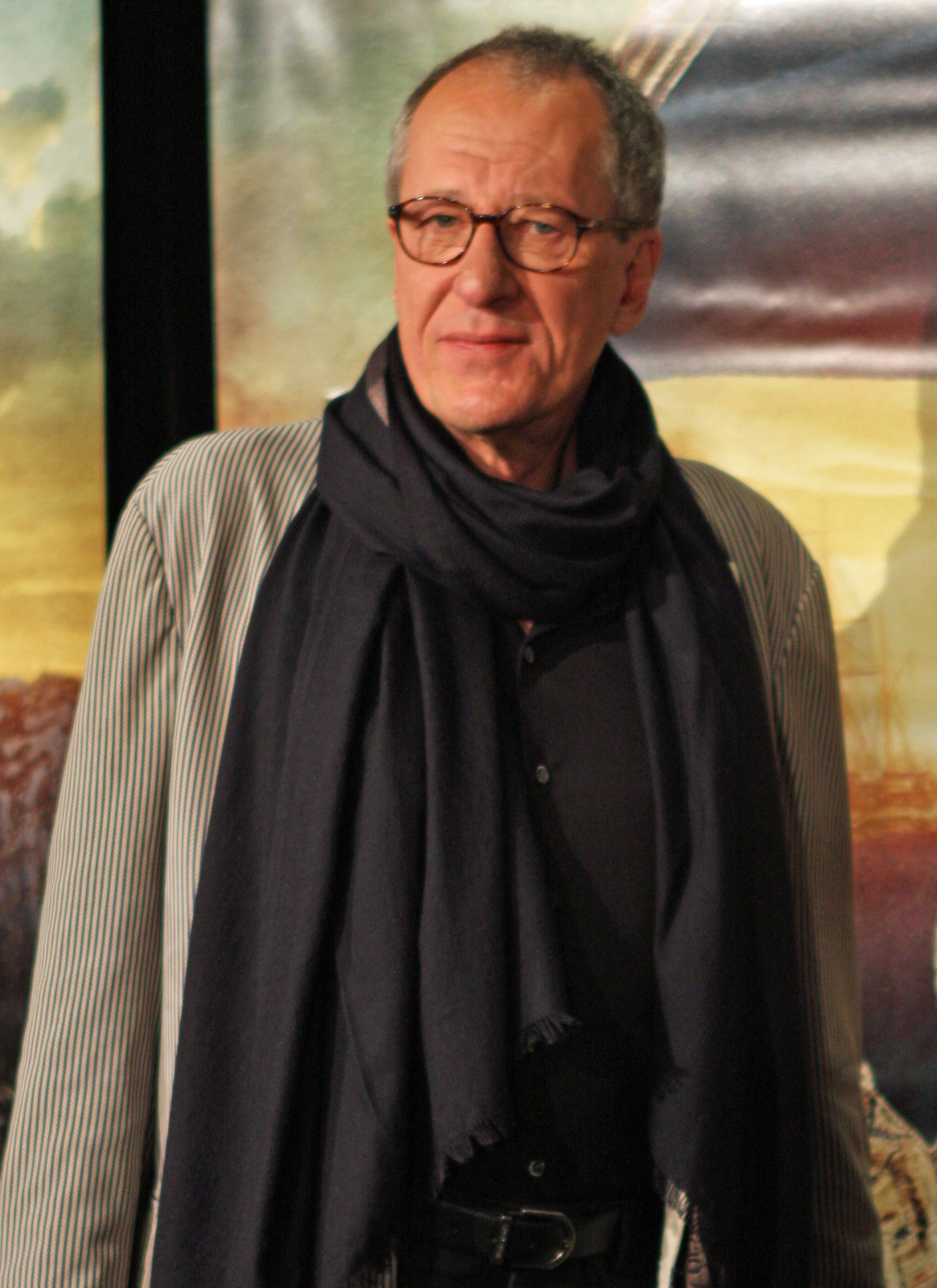
Geoffrey Rush és el protagonista principal de la millor oferta

Virgil Oldman (Geoffrey Rush) és un expert en art i famós agent de subhastes que gaudeix de gran prestigi en la seva professió. Un dia rep la trucada d'una jove (Sylvia Hoeks) que desitja vendre la col·lecció d'antiguitats que ha rebut en herència dels seus pares. No obstant això, la jove sofreix d'agorafòbia, per la qual cosa no surt mai del seu domicili i no vol ser vista pels altres. A partir de llavors ocorren una sèrie de fets que influiran enormement en la fins llavors ordenada vida de Virgil Oldman i acabaran en una inusual història d'amor amb un sorprenent desenllaç.

## Repartiment
- Geoffrey Rush: Virgil Oldman, expert en art i protagonista principal.
- Jim Sturgess: Robert, treballa en una botiga de reparacions i ajuda a Virgil Oldman en els seus dubtes sobre el tracte que ha de donar a les dones.
- Sylvia Hoeks: Claire Ibbetson, és la misteriosa client de Virgil Oldman.
- Donald Sutherland: Billy Whistler, és amic i col·laborador de Virgil Oldman.
- Philip Jackson: Fred, és el porter de la vila que Claire Ibbetson ha heretat dels seus pares.
- Dermot Crowley: Lambert
- Liya Kebede: Sarah, és la promesa de Robert
- Kiruna Stamell: Nana, passa les hores en un bar enfront de la Vila i calcula incansablement.

## Producció
La producció correspon a Paco Cinematogràfica amb la col·laboració de FVG (Friuli Venezia Giulia). El procés de rodatge va començar en Trieste el 30 d'abril de 2012 i es va rodar durant sis setmanes a la regió de Friuli-Venezia Giulia, Trieste, Bozen, Parma, Milà, Roma Viena i Praga. La vila Colloredo Mels Mainardi, residència de Claire en la pel·lícula, està situada en Camí al Tagliamento (Gorizzo Di Camí al Tagliamento), petita localitat a la província de Udine.

## Obres mostrades
Els retrats femenins de la seva col·lecció daten des del segle xv al XX. Alguns d'ells són obres cèlebres, mentre que altres en són versions menys famoses, ja sigui emmirallades o retallades. Es reconeixen La Fornarina i La Muta de Rafael, algunes obres de Ticià (Violant, La Bella i un fragment del Retrat d'Eleonora Gonzaga Della Rovere), algunes peçes d'Agnolo Bronzino (Retrat d'Eleonora de Toledo amb el seu fill Giovanni, Retrat de Lucrezia Panciatichi), una de Lorenzo di Credi (La dama dei gelsomini), una de Boccaccio Boccaccino (Noia gitana), una de Bartolommeo Veneto (Retrat de Lucrezia Borgia), una de Lorenzo Lotto (Retrat de Lucina Brembati), una de Andrea del Sarto (Dama amb Petrarchino), un retrat de Bianca Cappello, una obra de Alberto Durero (Retrat de Elspeth Tucher), una de Lucas Cranach el Vell (una versió de Salomé), una pintura de Sofonisba Anguissola (Retrat de Minerva Anguissola), un autorretrat propi i uno de la seva germana Lucía, l'autorretrat de Tintoretta, un Peter Paul Rubens, un Godfried Schalcken (Ragazza con la candela), dos Guido Reni (Retrat de Beatrice Cenci i Retrat de la mare), un Francisco Goya, un parell de Rosalba Carriera (Autorretrat i Retrat de dama anciana), un de Rose-Adélaïde Ducreux (Autorretrat amb arpa), alguos de Ingres (Retrat de Delphine Ingres, Retrat de Madame Aymon), un parell de Dante Gabriel Rossetti (Joli Coeur, La jove de la finestra), un Pierre-Auguste Renoir (Jeanne Samary amb vestit escotat), un parell de Amedeo Modigliani, un Morgan Weistling, un despullat femení de Bouguereau, el retrat de l'Emperadriu María Aleksándrovna de Franz Xaver Winterhalter.
L'autòmat del qual Virgil Oldman troba les peces, porta la signatura de Jacques de Vaucanson, cèlebre inventor del segle xviii que sorprenia els francesos amb les seves creacions.
En l'escena en la qual el protagonista Geoffrey Rush parla en un bar amb una senyora, al fons apareix un pòster de la banda d'art rock, Eterea Post Bong Band.

## Premis
El 2013, aquesta pel·lícula fou la triomfadora als Premis David de Donatello, que anualment entrega l'Acadèmia de Cinema Italià. Va aconseguir el premi a la millor pel·lícula, millor director, millor banda sonora, millor escenografia (Maurizio Sabatini i Raffaella Giovannetti), millor disseny de vestuari (Maurizio Millenotti) i el Premi del públic jove.